# Tajęża jednostronna
Tajęża jednostronna (Goodyera repens (L.) R. Br.) – gatunek byliny kłączowej z rodziny storczykowatych (Orchidaceae). Występuje w Europie, Ameryce Północnej i w Azji. W Polsce bardzo rzadko na niżu i w górach po regiel górny.

## Morfologia

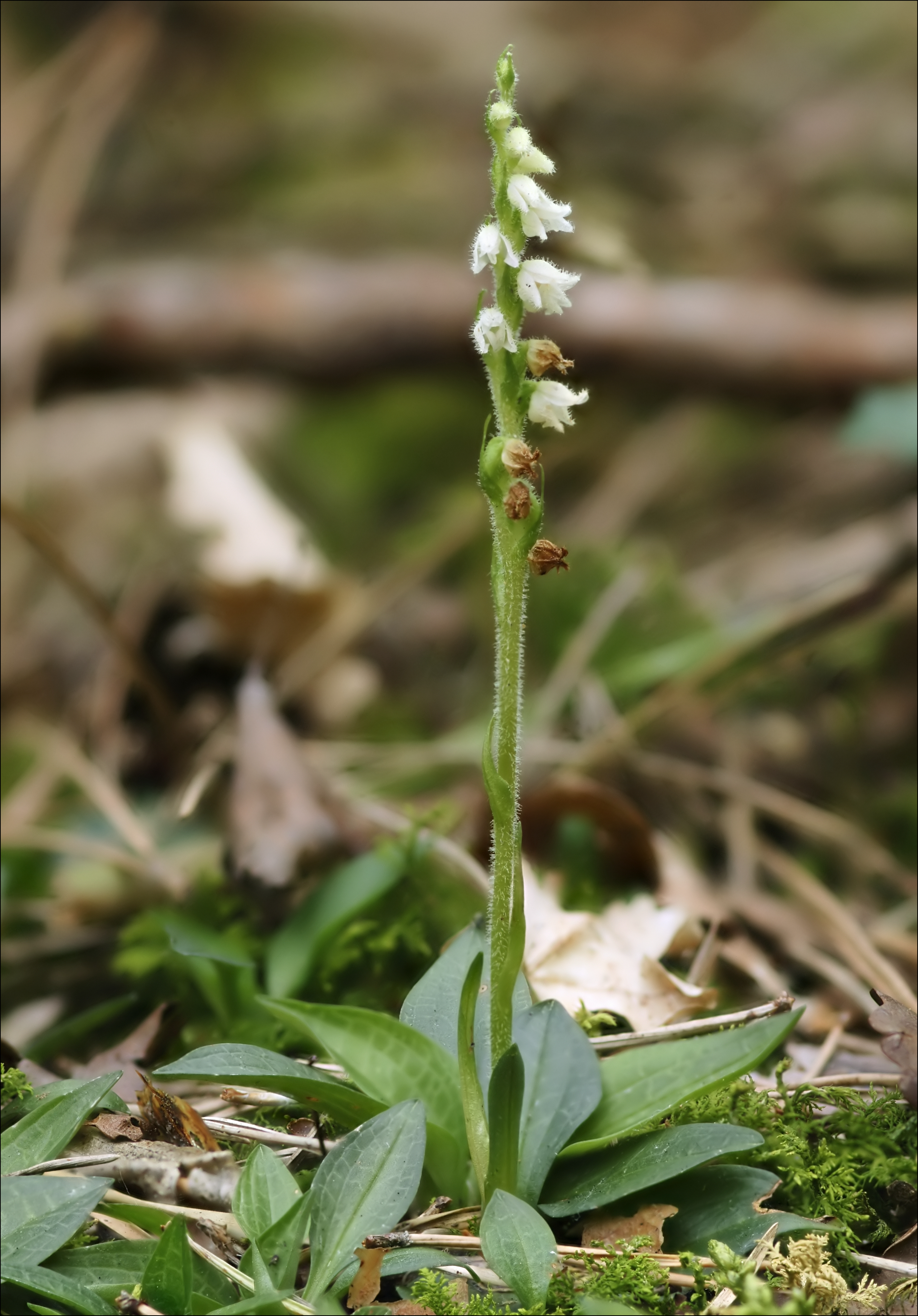
Pokrój

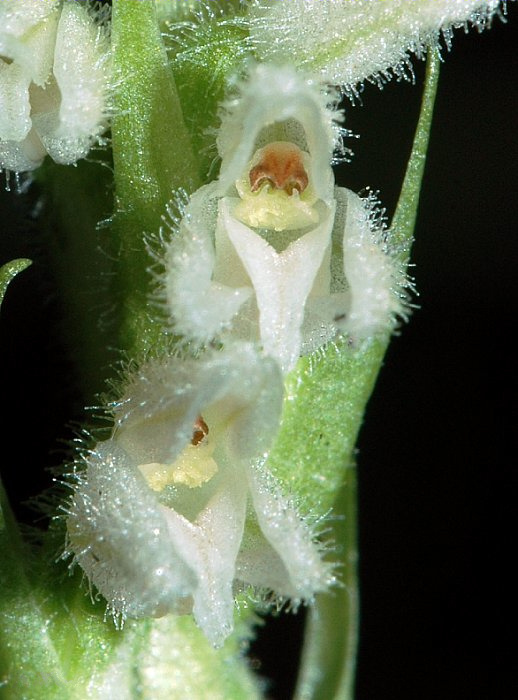
Kwiaty

PokrójWysmukła, mała roślina osiągająca od 8-25 (30) cm wysokości, o gałęzistym, czołgającym się podziemnym kłączu.
ŁodygaZielona w górnej części gęsto, gruczołowato owłosiona. W dolnej partii ulistniona.
LiścieOwalne do sercowatych, ciemnozielone z jasnymi plamami, mięsiste. Siatkowato unerwione, zebrane u dołu w rozetkę. Posiadają oskrzydlony ogonek liściowy. Listki łodygowe mniejsze, przylegające do łodygi.
KwiatyWąski, kłosokształtny i wydłużony kwiatostan składający się z wielu gęsto osadzonych, owłosionych, drobnych, białych i pachnących kwiatów, osadzonych na skręconych szypułkach w kątach przysadek. Poza dwoma, lekko rozchylonymi bocznymi działkami, płatki są stulone. Wewnątrz gardzieli pomarańczowa plamka. Warżka bez ostrogi, u nasady workowato rozdęta. Zalążnia nie ulega skręceniu, jest walcowata i omszona.
OwoceRozdęta, brązowa torebka.

## Biologia i ekologia
RozwójKwitnie od czerwca do sierpnia. Produkuje nasiona o masie 0,00002 g, które są łatwo rozprzestrzeniane przez wiatr (anemochoria). Rozetki liści wyrastają latem, zimują i obumierają po kwitnieniu w następnym roku. Liczba chromosomów 2n = 30.
SiedliskoRośnie w cienistych borach sosnowych oraz w borach świerkowych. W Polsce występuje zwłaszcza na północy kraju (zwłaszcza w nadmorskich borach bażynowych). Na południu w Sudetach i w Karpatach, zwykle w jedlinach i rzadko w borach świerkowych. Preferuje gleby kwaśne; świeże, ubogie i umiarkowanie żyzne. Wszystkie części rośliny są trujące. Gatunek charakterystyczny dla acydofilnych borów z klasy Vaccinio-Piceetea.

## Nazewnictwo
Rodzaj został nazwany na cześć angielskiego botanika Johna Goodyera (1592–1664), autora i tłumacza licznych publikacji botanicznych. Nazwa gatunkowa pochodzi od łacińskiego słowa "repo" – "czołgać się" i nawiązuje do pełzającego kłącza tajęży.

## Zagrożenia i ochrona
Roślina objęta w Polsce ścisłą ochroną gatunkową.
Roślina umieszczona na Czerwonej liście roślin i grzybów Polski (2006) w grupie gatunków wymierających na izolowanych stanowiskach, poza głównym obszarem występowania (kategoria zagrożenia [E]). W wydaniu z 2016 roku otrzymała kategorię NT (bliski zagrożenia).